# Gobio
Gobio este un gen de pești bentonici, dulcicoli de talie mică, din familia Cyprinidae, din apele din Asia estică și Europa. Importanța economică este relativ redusă.

## Descrierea
Au corpul alungit, relativ înalt, ușor comprimat lateral, cu linia spatelui și abdomenului rotunjite și acoperit cu solzi. Pedunculul caudal comprimat lateral, înălțimea lui este simțitor mai mare decât grosimea sa în dreptul marginii posterioare a analei. Capul mai mult sau mai puțin comprimat lateral. Gura semilunară, dispusă inferior sau subterminal, cu  buze subțiri, nepapiloase, uneori cea inferioară întreruptă la mijloc. La colțurile gurii se găsesc o pereche de mustăți de mărime variabilă; rareori mustățile sunt rudimentare sau lipsesc. Înotătoarea dorsală este unică, scurtă și înaltă, cu 7-8 radii ramificate (divizate) și 3 radii simple, ea se inserează puțin înaintea bazei înotătoarei ventrale. Marginea înotătoarei dorsale este ușor concavă (majoritatea speciilor), mai rar adânc concavă sau ușor convexă. Înotătoarea anală scurtă, cu 6 radii ramificate și  2-4 radii simple. Ultima radie simplă a înotătoarelor dorsală și anală este neosificată. Înotătoarea caudală adânc scobită. Înotătoarele ventrale cu 2 radii simple și 5-8 radii divizate. Înotătoarele pectorale cu o radie simplă și 13-17 divizate. Anusul deplasat la oarecare distanță înaintea înotătoarei anale și este situat mai aproape de înotătoarea anală decât de înotătoarele ventrale. Linia laterală completă, aproape rectilinie, dispusă pe mijlocul pedunculului caudal. Corpul acoperit cu solzi persistenți, destul de mari, 36-49 pe linia laterală, 4-8 solzi între linia laterală și ventrale. Solzii dorsali necarinați. Solzii laterali puțin mai înalți decât lungi. Fața dorsală a corpului, până la inserția dorsalei, complet acoperită cu solzi. Toracele (pieptul) și istmul nude (majoritatea speciilor) sau acoperite cu solzi. Dinții faringieni dispuși pe două rânduri, în număr de 2.5-5.2, 3.5-5.3, 3.5-4.2, 3.5-5.2 etc.; ei sunt terminați într-un croșet evident, încârligat la vârf. Spinii branhiali sunt scurți, rari și distanțați. Vezica respiratorie nu este închisă într-o capsulă osoasă. Tubul digestiv scurt. Coloritul corpului este cenușiu întunecat sau verzui pe spate, iar pe laturi mai deschis și cu pete negre. Pe laturile corpului 6-12 pete întunecate, în general mari.

## Specii din România
În România se cunosc 2 specii: 
- Gobio obtusirostris (Gobio gobio obtusirostris) - porcușorul dunărean sau porcușorul danubian
- Gobio carpathicus  (Gobio gobio carpathicus) - porcușorul carpatic

Ambele specii erau incluse în clasificările mai vechi în subspecia Gobio gobio obtusirostris și erau denumite popular ca porcușor sau porcușor comun.

## Specii din Republica Moldova
În Republica Moldova se cunosc 3 specii:
- Gobio gobio  - Porcușor comun
- Gobio sarmaticus - Porcușor sarmatic
- Gobio carpathicus - Porcușor carpatic

## Specii din Europa
| Denumirea științifică latină | Autorul taxonului         | Denumirea română                                             | Arealul | Statutul IUCN                   | Imaginea |
| ---------------------------- | ------------------------- | ------------------------------------------------------------ | --- | ------------------------------- | -------- |
| Gobio alverniae              | Kottelat & Persat, 2005   | Porcușorul (gobionul) de Auvergne                            | Franța: în bazinele fluviilor Loara superioară, Dordogne, Lot și Tarn. | Neamenințată cu dispariția      |          |
| Gobio banarescui             | Dimovski & Grupche, 1974  | Porcușor (gobionul) de Vardar, Porcușor (gobionul) Bănărescu | Specie endemică în bazinul râului Vardar, în Republica Macedonia și este semnalat și în Grecia. | Neevaluată                      |          |
| Gobio brevicirris            | Fowler, 1976 (Berg 1914)  | Porcușor de Don                                              | Fluviul Don (Rusia și Ucraina) | Neamenințată cu dispariția      |          |
| Gobio bulgaricus             | Drensky, 1926             | Porcușor egeean                                              | Specie endemică râurilor aferente Mării Egee, de la bazinele Mariței până la Aliakmon. Semnalat în Turcia europeană, Bulgaria, Grecia, Macedonia, Serbia, Albania. | Neamenințată cu dispariția      |          |
| Gobio carpathicus            | Vladykov, 1925            | Porcușor carpatic                                            | Bazinul Tisei (Someș, Tur, Mureș, Criș) al Dunării (Olt). Semnalat în Ungaria, Polonia, România, Republica Moldova, Serbia, Slovacia, Ucraina | Neamenințată cu dispariția      |          |
| Gobio caucasicus             | Kamensky, 1901            | Porcușor colchic, Porcușor caucazian                         | În râurile de pe țărmul rus (Krasnodar), georgian și turc (râul Çoruh) al Mării Negre | Neamenințată cu dispariția      |          |
| Gobio delyamurei             | Freyhof & Naseka, 2005    | Porcușor de Ciornaia                                         | Specie endemică din bazinul râului Ciornaia din sud-vestul peninsulei Crimeea (Ucraina). | Critic amenințată cu dispariția |          |
| Gobio feraeensis             | Stephanidis, 1973         | Porcușor de Tesalia                                          | Specie endemică din bazinul râului Pinios și Lacul Karla (în prezent dispărută), din Tesalia, (Grecia). | Vulnerabilă                     |          |
| Gobio gobio                  | (Linnaeus, 1758)          | Porcușorul comun, Porcușor european                          | Aria de distribuție originală a speciei include cea mai mare parte a Europei centro-septentrională și nord-est. Arealul cuprinde bazinul Loarei, râurile din estul Marii Britanii, Cornwall și râurile din Franța care se varsă în Canalul Mânecii, bazinele aferente Mării Nordului și Mării Baltice, bazinul Ronului, Volgăi, Dunării superioare, bazinele mijlocii și superioare ale Nistrului, Bugului și Niprului, sudului Finlandei. Specia este prezentă și în bazinele râurilor care se varsă în Marea Albă și Marea Barents (Onega, Dvina, Mezen și Peciora) și din Kazahstan. Limitele de est și de sud nu este clar stabilite. Este nativ în Regatul Unit, Suedia, Norvegia, Finlanda, Danemarca, Germania, Austria, Franța, Belgia, Elveția, Olanda, Liechtenstein, Luxemburg, Polonia, Republica Cehă, Slovacia, Estonia, Letonia, Lituania, Bielorusia, Federația Rusă, Ucraina, Republica Moldova. A fost introdus în Irlanda, Țara Galilor, Scoția și Italia de nord și de est. Nu a fost găsit în România. | Neamenințată cu dispariția      |          |
| Gobio holurus                | Fowler, 1976 (Berg, 1914) | Porcușor caspian, Porcușor caspic                            | Specie comună în bazinele râurilor Kuma, Terek și Sulak din regiunea vestică a bazinului Mării Caspice. Semnalat în Rusia, Azerbaidjan; Georgia. | Neamenințată cu dispariția      |          |
| Gobio kovatschevi            | Chichkoff, 1937           | Porcușor de Varna                                            | Specie endemică din bazinul râului Provadia, din regiunea Varna (Bulgaria). | Vulnerabilă                     |          |
| Gobio krymensis              | Bănărescu & Nalbant, 1973 | Porcușor de Crimeea, Porcușor de Salgir                      | Specie endemică în bazinele râurilor Salgir, Alma și Bel Bek, din Peninsula Crimeea (Ucraina). | Vulnerabilă                     |          |
| Gobio kubanicus              | Vasil'eva, 2004           | Porcușor de Kuban                                            | Specie endemică în bazinul râului Kuban (Rusia). | Neamenințată cu dispariția      |          |
| Gobio lozanoi                | Doadrio & Madeira, 2004   | Porcușor iberic                                              | Specia endemică în zona superioară a bazinului râului Adour din Gasconia (Franța), în Pirinei este nativă în Spania în bazinul râului Ebru și Bidasoa. Introdusă în restul Peninsulei Iberice (Spania Portugalia). A fost semnalată și în Andorra. | Neamenințată cu dispariția      |          |
| Gobio obtusirostris          | Valenciennes, 1842        | Porcușorul dunărean, Porcușorul danubian                     | Specia endemica în bazinul mijlociu și superior al fluviului Dunărea. Este semnalată în Germania, Austria, Republica Cehă, Slovacia, estul Elveției, vestul Ungariei, Slovenia, Croația, Bosnia și Herțegovina, Muntenegru, Serbia, sud-vestul României, nord-vestul Bulgariei, nordul Italiei și nordul Macedoniei. | Neamenințată cu dispariția      |          |
| Gobio occitaniae             | Kottelat & Persat, 2005   | Porcușor de Languedoc                                        | Specia este endemica în sud-vestul Franței, în bazinele Golfului Lion (Marea Mediterană) între Ron și Pirinei, în vest până la Estuarul Gironde și Dordogne. A fost semnalată și în Andorra și nordul Spaniei. | Neamenințată cu dispariția      |          |
| Gobio ohridanus              | Karaman, 1924             | Porcușor de Ohrid                                            | Specie endemică din bazinul lacului Ohrid, la granița dintre Albania și Macedonia. Importată în Franța și, probabil, în alte țări. | Vulnerabilă                     |          |
| Gobio sarmaticus             | Berg, 1949                | Porcușor sarmatic, Porcușor ucrainean                        | Specie comună în bazinul inferior al râurilor Nistru (Republica Moldova), Bug și Nipru (Ucraina). | Neamenințată cu dispariția      |          |
| Gobio skadarensis            | Karaman, 1937             | Porcușor de Skadar                                           | Specie endemică în râurilor Zeta și Morača, afluenți ai bazinului lacului Skadar, din Albania și Muntenegru. | Amenințată cu dispariția        |          |

## Specii
- Gobio acutipinnatus Men'shikov, 1939
- Gobio alverniae Kottelat & Persat, 2005
- Gobio artvinicus Turan, Japoshvili, Aksu & Bektaș, 2016 [55]
- Gobio banarescui Dimovski & Grupce, 1974
- Gobio battalgilae Naseka, Erk'akan & Küçük, 2006
- Gobio brevicirris Fowler, 1976
- Gobio bulgaricus Drensky, 1926
- Gobio carpathicus Vladykov, 1925
- Gobio coriparoides Nichols, 1925
- Gobio cynocephalus Dybowski, 1869
- Gobio delyamurei Freyhof & Naseka, 2005
- Gobio feraeensis Stephanidis, 1973
- Gobio fushunensis Y. H. Xie, Li & Xie, 2007
- Gobio gobio (Linnaeus, 1758)
- Gobio gymnostethus Ladiges, 1960
- Gobio hettitorum Ladiges, 1960
- Gobio holurus Fowler, 1976
- Gobio huanghensis P. Q. Luo, Le & Y. Y. Chen, 1977
- Gobio insuyanus Ladiges, 1960
- Gobio intermedius Battalgil, 1944
- Gobio kizilirmakensis Turan, Japoshvili, Aksu & Bektaș, 2016 [55]
- Gobio kovatschevi Chichkoff, 1937
- Gobio krymensis Bănărescu & Nalbant, 1973
- Gobio kubanicus Vasil'eva, 2004
- Gobio lepidolaemus Kessler, 1872 [56]
- Gobio lingyuanensis T. Mori, 1934
- Gobio lozanoi Doadrio & Madeira, 2004
- Gobio macrocephalus T. Mori, 1930
- Gobio maeandricus Naseka, Erk'akan & Küçük, 2006
- Gobio meridionalis T. Q. Xu, 1987
- Gobio microlepidotus Battalgil, 1942
- Gobio nigrescens (Keyserling, 1861) [57]
- Gobio obtusirostris Valenciennes, 1842
- Gobio occitaniae Kottelat & Persat, 2005
- Gobio ohridanus S. L. Karaman, 1924
- Gobio rivuloides Nichols, 1925
- Gobio sakaryaensis Turan, Ekmekçi, Lusková & Mendel, 2012 [58]
- Gobio sarmaticus L. S. Berg, 1949
- Gobio sibiricus A. M. Nikolskii, 1936
- Gobio skadarensis S. L. Karaman, 1937
- Gobio soldatovi L. S. Berg, 1914
- Gobio tchangi S. C. Li, 2015 [59]
- Gobio volgensis Vasil'eva, Mendel, Vasil'ev, Lusk & Lusková, 2008